# تک‌نوازی

یک نوازندهٔ پیانو در حال تک‌نوازی

تک‌نوازی، تک‌خوانی، تنها یا سولو (به ایتالیایی: solo، به معنای «تنها» و «منفرد») قطعه یا قسمتی از موسیقی است که توسط یک اجراکننده، اعم از نوازنده یا خواننده، اجرا می‌شود. در عمل، این عنوان می‌تواند شامل مفاهیم متعددی در زمینهٔ موسیقی و مفهوم آن باشد. برای مثال، یک تک‌نوازیِ پیانو در یک کنسرتو به همراه ارکستر یا یک قطعه شب‌خوانی (نوکتورن)، که تک‌نوازیِ یک ساز است.
این واژه همچنین برای اجرای هنریِ انفرادی و گاهی برای اطلاق به اجراکننده به صورت تک‌نواز (به لاتین: soloist) به‌کار می‌رود.
فرهنگستان زبان و ادب فارسی برابرهای تک‌خوانی، تک‌نوازی و تنها را برای «سولو» تصویب کرده‌است.